# Thimert-Gâtelles

Thimert-Gâtelles este o comună în departamentul Eure-et-Loir, Franța. În 1 ianuarie 2022 avea o populație de 1.240 de locuitori.